# Palazzo Civico (Turim)

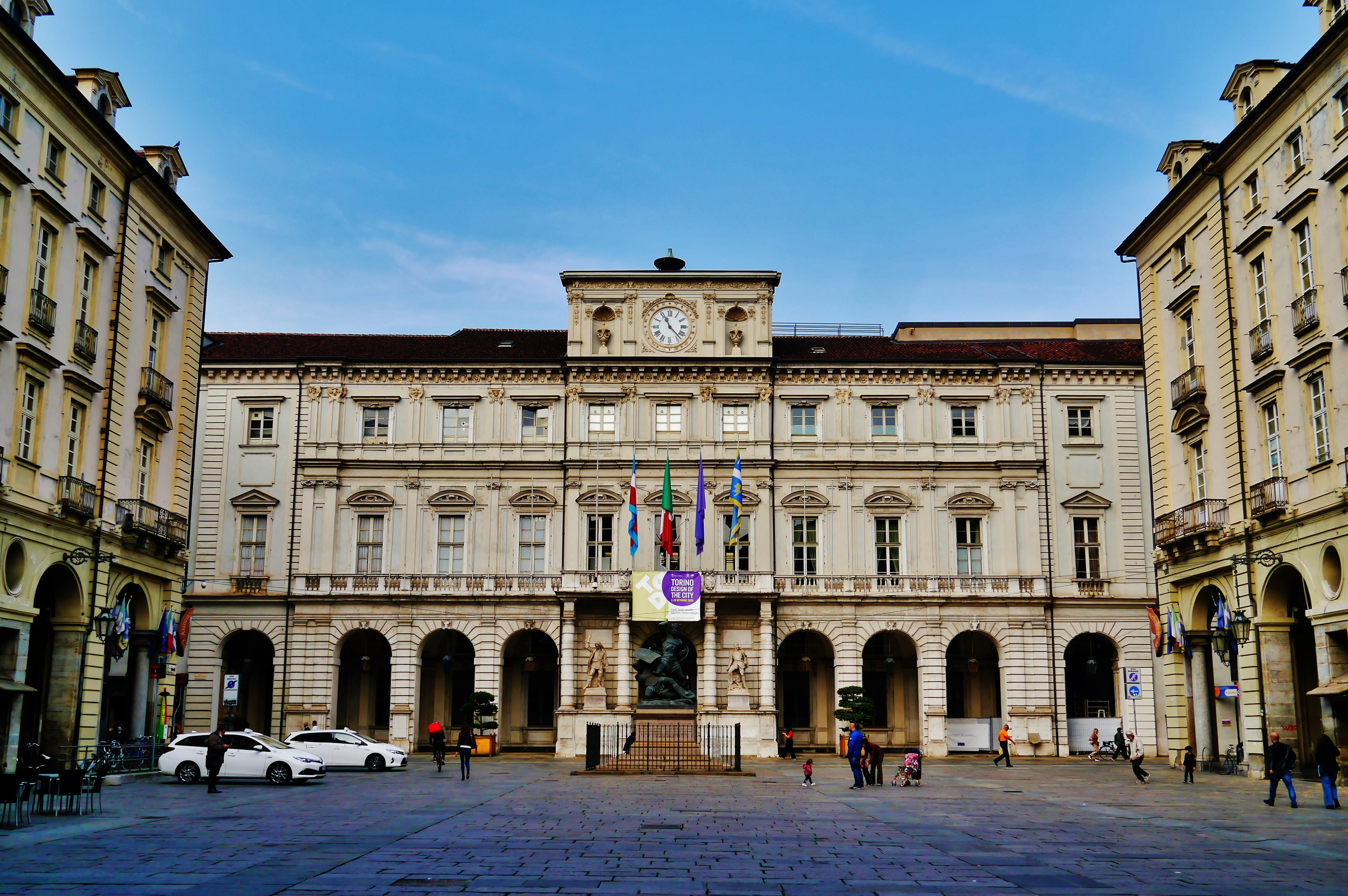
Fachada do Palazzo Civico de Turim.

O Palazzo Civico, nome actual do antigo Palazzo di Città, é a sede do municipio da cidade de Turim, capital do Piemonte, na Itália.

## História - a praça e o palácio
O Palazzo Civico estende-se ao longo da Piazza Palazzo di Città, a praça que toma o nome da sua denominação original e que, antes da sua organização setecentista, era conhecida pelo nome de Piazza delle Erbe.
Pensa-se que, antigamente, este sítio hospedava o fórum da cidade romano. Com efeito, esta praça teve durante muitos séculos uma vocação comercial. Além disso, recentes indícios arqueológicos, descobertos por ocasião dos trabalhos na via, evidenciaram uma pavimentação romana compatível com uma estrutura destinada a praça aberta.
Na Idade Média era a praça mais importante da cidade, com o mercado, a torre cívica e o município. Estava dividida em dois espaços principais, ainda hoje perceptíveis, ou seja, a Piazza delle Erbe propriamente dita (a actual Piazza Palazzo di Città, onde se vendiam hortaliças) e a Piazza del Grano (a actual Piazza Corpus Domini, que estava destinada a mercado dos panos e das gramíneas). As duas áreas estavam separadas por um robusto arco em tijolos, por esse motivo chamado de "la volta rossa", sob o qual estacionavam os mercadores da vizinha cidade de Chieri.
Outras pequenas praças satélites, activas no século XVII e destinadas a outros géneros alimentares (como a Piazza del Pesce que se encontrava pouco distante, nas proximidades da actual Igreja de São Roque), foram ocultadas pela expansão barroca; todavia, uma destas, a Piazza del Burro, englobada no século XVIII pelo actual Palazzo Civico, deixou o nome a um dos pátios do edifício, precisamente a Corte del Burro (Pátio do Burro).
Em 1756, o espaço assumiu as suas formas actuais por obra do arquitecto Benedetto Alfieri.

## Arquitectura
O actual palácio municipal foi projectado pelo arquitecto Francesco Lanfranchi (1663) no mesmo local onde se erguia o anterior palácio comunal de origem medieval.
Merecem uma citação a varanda na fachada, o átrio o pátio e a escadaria de honra que conduz ao andar nobre piano nobile. Na Sala Rossa (Sala Vermelha) tem sede o conselho comunal da cidade.